# Ilha Fiscal
A Ilha Fiscal localiza-se no interior da baía de Guanabara, fronteira ao centro histórico da cidade do Rio de Janeiro, no Brasil. A ilha tem notoriedade por abrigar o Palácio da Ilha Fiscal, ou Palacete Alfandegário da Ilha dos Ratos, mas popularmente chamado de "Castelinho", e o local onde foi celebrado o famoso baile da Ilha Fiscal, a mais dispendiosa e a maior festa promovida pelo Império do Brasil, celebração realizada na sexta-feira dia 8 de novembro, às vésperas do golpe de Estado cujo propósito era deposição do Imperador D. Pedro II e instauração de um regime republicano no país com a Proclamação da República do Brasil, em 15 de novembro de 1889. Atualmente o castelo da Ilha integra o Complexo Cultural da Marinha com um espaço cultural e museu, administrado pela Diretoria do Patrimônio Histórico e Documentação da Marinha.
Originalmente denominada pelos portugueses como Ilha dos Ratos, o seu atual nome provém do fato de ali ter funcionado o posto da Guarda Fiscal, que atendia o porto da capital do Império, no século XIX.

## História
No século XIX, o Conselheiro José Antônio Saraiva do Ministério da Fazenda, solicitou construir-se um posto alfandegário para o controle das mercadorias a serem importadas e exportadas pelo porto do Rio de Janeiro, então Capital do Império. A posição daquela ilha era bastante cômoda para os inspetores da Alfândega, devido à proximidade dos pontos de fundeio, sendo que o translado de mercadorias poderia ser executado em embarcações miúdas, sem grandes dificuldades.
A decisão da construção, assim como a do seu estilo arquitetônico, foram do Imperador D. Pedro II, tendo em conta não conflitar com a paisagem da Serra do Mar. À época, o Imperador teria afirmado: "A ilha é um delicado estojo, digno de uma brilhante joia".
Optou-se assim por um pequeno "château" em estilo gótico-provençal, inspirado nas concepções do Arquiteto francês Viollet-le-Duc, com projeto de autoria de Adolpho José Del Vecchio - então Engenheiro-Diretor de Obras do Ministério da Fazenda -, onde se destacavam as agulhas e as ameias medievais a adornar a silhueta da edificação.
O projeto de Del Vecchio foi contemplado com a Medalha de Ouro na exposição da Academia Imperial de Belas Artes, tendo apresentado a seguinte argumentação:
«A construção planejada, tendo de ser levantada isoladamente em uma ilha, projetando-se sobre um fundo formado pela caprichosa Serra dos Órgãos, encimada por vasto horizonte, e de frente para a entrada da baía, devia causar impressão agradável aos que penetrassem no porto, suficientemente elevada para que pudesse facilmente ser vista de qualquer ponto entre a mastreação dos navios, e prestar-se ao mesmo tempo à fiscalização do ancoradouro.»
Del Vecchio preocupou-se ainda com a ornamentação paisagística, tendo declarado em reunião no Ministério da Fazenda:
«Arrematei, por pouco tempo, na Praça do Mercado, certa quantidade de cocos da Bahia, já com os brotos, e fí-los transportar para a ilha e plantar em torno; os coqueiros virão dentro de breve prazo e não tardarão a dar frutos.»
Após a decisão do imperador na escolha do projeto para acolher a aduana, os recursos necessários destinados a execução foram liberados em partes e, em 16 de novembro de 1881, foi assente a primeira pedra dando início à sua construção. Após uma série de aterros de modo a aumentar a área de 4 400 m² para 7 000 m², e aplainar as elevações existentes ao preço de 40:5$500 (quarenta contos, cinco mil e quinhentos réis), foi iniciado o castelo.
A 27 de abril de 1889 foi inaugurado o edifício com a presença do Imperador, acompanhado de Gastão de Orleans, Conde d'Eu e brilhante comitiva; o translado do cais Pharoux foi realizado utilizando-se a famosa galeota de D. João VI.
Numa certa manhã, já na República, uma lancha passava em frente à Ilha Fiscal tendo a bordo Rui Barbosa, Aristides Lobo, Quintino Bocaiúva, Del Vecchio e outros personagens do regime republicano. Ao observarem o brasão imperial talhado em gnaisse, com absoluto respeito à heráldica e com os dois dragões a apoiá-lo, um dos passageiros da lancha declarou: "Como? Pois o Brasil republicano ainda conserva em um próprio nacional as armas da monarquia! Que se o derrube!" Nesse momento o Engenheiro Del Vecchio interveio e dirigiu-se aos componentes da comitiva argumentando: "Não, senhores. Por Deus! Se mereço alguma coisa da República à qual pretendo servir com a mesma lealdade e o mesmo espírito de sacrifício com que servi ao Império, peço que não toquem naquele emblema. É uma obra prima de cantaria. Fê-la um velho auxiliar do Conde Santa Marinha, um preto septuagenário que é um verdadeiro artista. Hoje, cego e desamparado, acredito que ele sofreria bastante se soubesse que o seu trabalho de tão penosos dias fora cruelmente destruído. Por isso, meus senhores, por favor, imploro a conservação do escudo." Da ocasião que ocorreu esse fato, data a consagração do edifício da Ilha Fiscal como imperecível obra de arte e patrimônio de uma era, devido a ostentar decoração inspirada na monarquia.
Em 1890 prosseguiram as obras de pavimentação em paralelepípedos, e no extremo leste foi construído outro edifício no estilo do principal a fim de abrigar as máquinas elétricas e os serviços auxiliares. Dois anos depois, estavam totalmente concluídas as obras, ao custo total de 1051:322$584, hum mil e cinquenta e um contos, trezentos e vinte e dois mil, quinhentos e oitenta e quatro réis.
Em 6 de setembro de 1893, irrompeu no Rio de Janeiro a chamada Revolta da Armada, na qual substancial parcela da esquadra brasileira, comandada pelo Almirante Custódio de Mello, rebelou-se contra o governo do Marechal Floriano Peixoto. Durante mais de seis meses, ficou a Ilha Fiscal em meio ao duelo de artilharia travado entre as Fortalezas leais ao governo, e os navios e fortalezas da Ilha das Cobras e da ilha de Villegagnon na posse dos revoltosos. Múltiplos foram os danos sofridos pela edificação da Ilha Fiscal com as paredes atingidas por projetis, agulhas de ferro derrubadas, avarias sérias nos telhados, fiação, móveis partidos além de estragos nos belíssimos vitrais. Como as despesas de restauração seriam vultosas, esse foi o motivo para que o engenheiro do Ministério da Fazenda Miguel R. Galvão sugerisse a entrega da Ilha Fiscal ao Ministério da Marinha, em troca de algum edifício que melhor se prestasse ao serviço da alfândega. A troca só se efetuaria em 1913, quase vinte anos depois, não por um edifício, mas pelo Vapor Andrada, proposta do Almirante Alexandrino Faria de Alencar, Ministro da Marinha, ao seu colega da Fazenda Dr. Rivadávia Correia. A partir de 1914, a Marinha fez funcionar nesse local, sucessivamente, a Repartição de Faróis, Repartição Hidrográfica, Repartição Central de Meteorologia, Repartição da Carta Marítima, Superintendência de Navegação, Diretoria de Navegação e finalmente a Diretoria de Hidrografia e Navegação.
Em 1930, a Ilha Fiscal foi ligada à das Cobras por meio de um molhe de concreto transformando-as em duas ilhas geminadas ou, geograficamente, em uma só ilha. Em 1983, a DHN foi transferida para a ponta da Armação, em Niterói. A última organização militar que permaneceu na Ilha Fiscal foi o Grupamento de Navios Hidroceanográficos, até março de 1998. A partir dessa data a Marinha adotou como parte da política de valorização da memória naval abrir ao público esse notável conjunto, e simultaneamente mostrar aos visitantes, a contribuição da Marinha do Brasil no desenvolvimento de áreas fundamentais do país como o social, o científico e o tecnológico.
O edifício encontra-se tombado pela Prefeitura do Rio de Janeiro desde 1990, tendo passado por diversos trabalhos de restauração desde 2001, coordenados pelo Instituto do Patrimônio Histórico e Artístico Nacional (IPHAN), quando foram restauradas as pinturas do teto, das paredes e do mosaico do piso de parque do torreão.
Em 2006, a Marinha organizou um projeto com o propósito de montar uma iluminação de verão para a Ilha Fiscal, e graças à parceria com a BR Distribuidora, a Marinha presenteou a Cidade do Rio de Janeiro com a beleza da construção do engenheiro Del Vecchio em sofisticada iluminação.

## Características

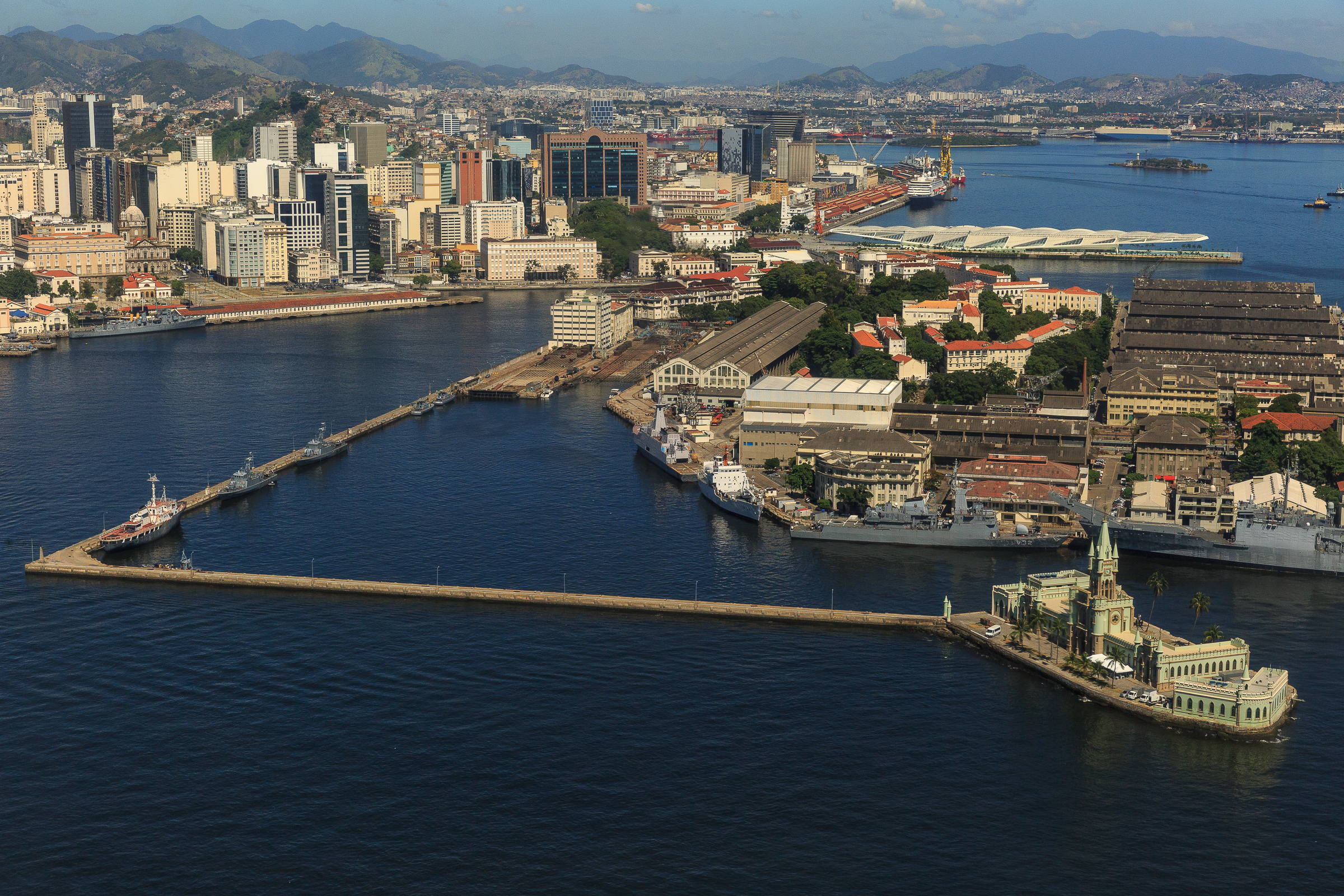
Foto aérea da Ilha Fiscal e seu entorno

Alguns parâmetros técnicos nortearam o projeto de Del Vecchio: os pontos cardeais O-E posicionavam as alas do prédio, assim como o sentido N-S mostrava ao navegante a direção do canal a ser seguido para quem demandava ou saía barra a fora. O custo da construção civil foi orçado em 145:828$925 (cento e quarenta e cinco contos, oitocentos e vinte e oito mil e novecentos e vinte e cinco réis).

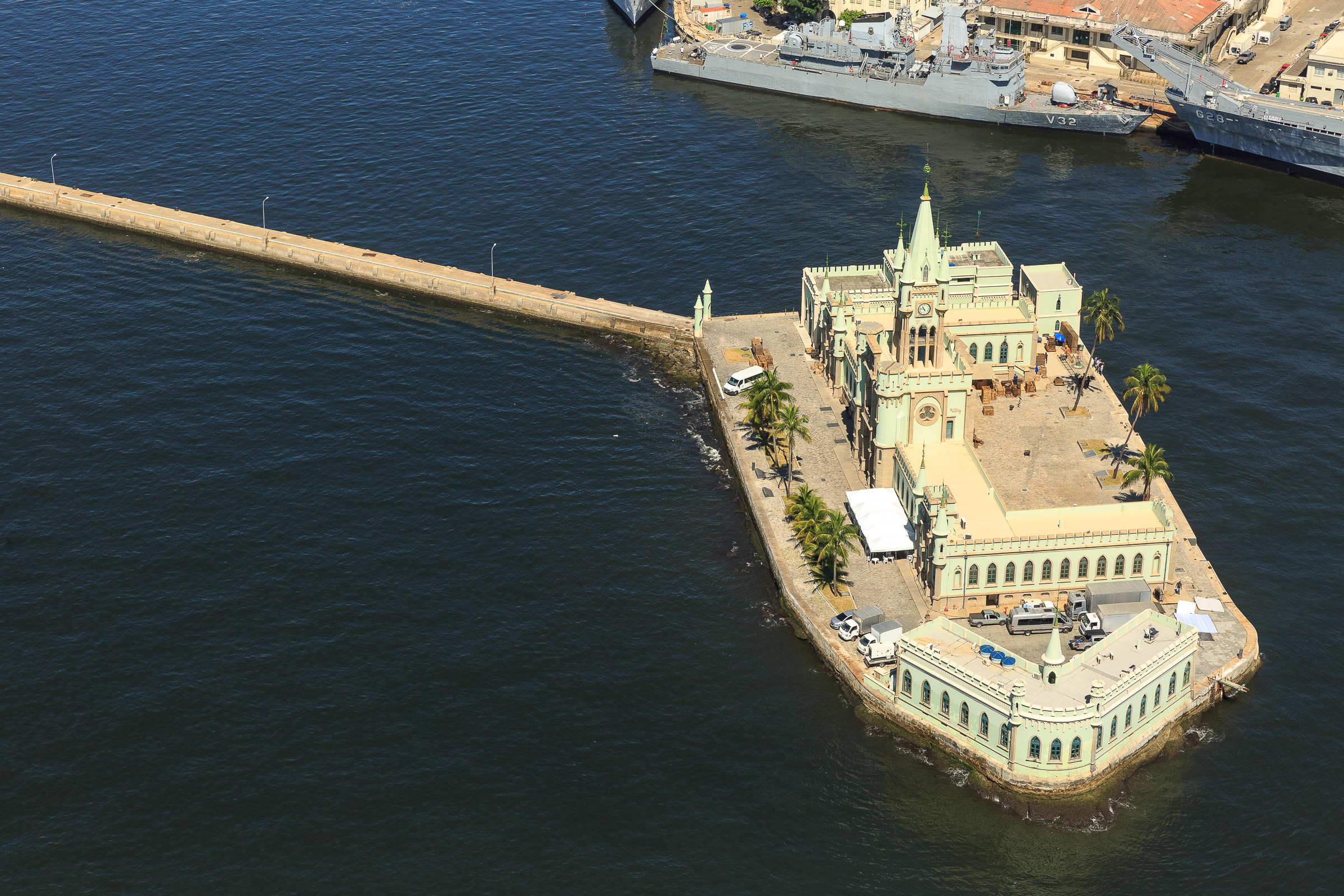
Ilha Fiscal vista de cima

O projeto previa a instalação no torreão de um relógio alemão pela empresa Krussmann e Cia., com as quatro faces iluminadas na parte interna do mostrador para as observações noturnas, e permitia melhor visualização da hora local. A construção ocupou cerca de um terço da ilha medindo sessenta e oito metros de frente, vinte e oito de fundos, e cinquenta e três metros de altura no torreão. Foi considerada uma das mais elegantes construções do Rio de Janeiro, com suas linhas sóbrias e transparecendo no local um ar de catedral medieval. A representação heráldica dos vitrais coloridos a fogo e confeccionados de cristal inglês mostravam o Imperador, ladeado entre os brasões genealógicos da Casa Imperial Brasileira e da Casa de Saxônia, e a Princesa Isabel, ladeada entre os brasões da Casa Imperial Brasileira e a Casa de Orléans. As abóbadas ogivais situadas tanto no primeiro quanto no segundo andar denotavam a filosofia gótica da época. No segundo andar, existe uma sacada com vista para o Sul da baía e com uma bela vista da entrada da barra. Nesse ambiente o imperador apreciava a silhueta da Serra do Mar com o atual Pão de Açúcar e o Corcovado, e deliciava-se abrindo os cocos provenientes da própria ilha para sorver as suas águas.
A sacada é um apêndice à sala destinada ao chefe da aduana, e possui piso em madeiras de lei brasileiras formando um grande mosaico com o desenho da rosa dos ventos. Foi confeccionado com madeira de quatorze diferentes espécies, algumas extintas como: amendoim, pau-cetim, peroba-do-campo, tremida, raiz de imbuia e roxinho; outras em extinção como: jacarandás da Bahia, do Rio de Janeiro, do Espírito Santo e de Minas Gerais; outras ainda disponíveis como: canela, imbuia, garapa, pau-marfim, peroba-do-campo e sucupira. Esta obra foi executada pela firma Moreira & Carvalho utilizando a técnica de marchetaria.
A construção em cantaria foi notável sob múltiplos aspectos, principalmente pelo excepcional trabalho executado por Antônio Teixeira Rodrigues, Conde de Santa Marinha, e proprietário da pedreira Saudade na Urca. Todos os materiais utilizados na cantaria provêm do mineral feldspático, xistoso e cristalino denominado gnaisse procedente do morro do Pasmado. As paredes do salão destinado ao chefe da aduana foram cuidadosamente desenhadas e posteriormente pintadas a óleo por Frederico Steckel.

## Galeria

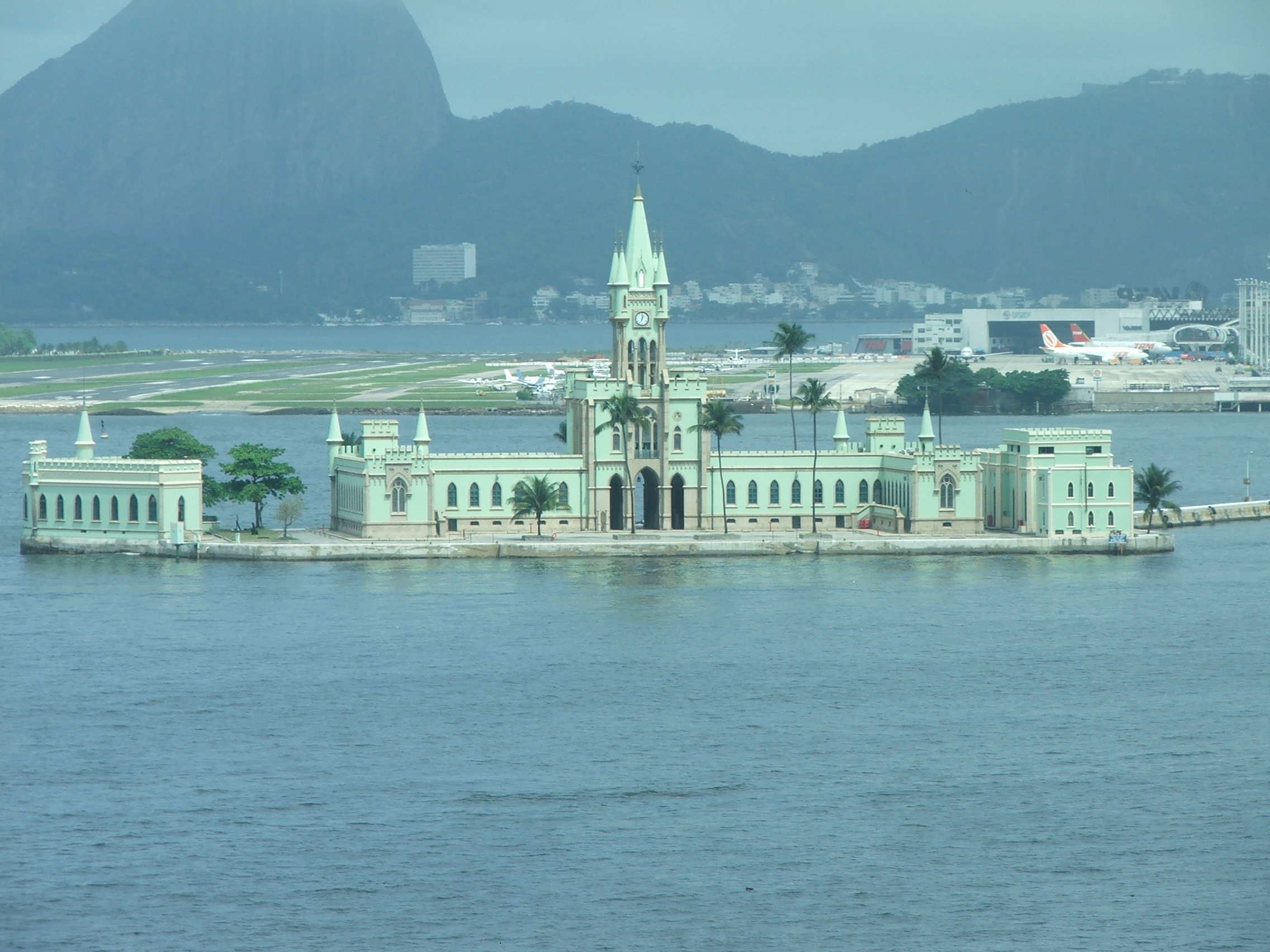
Ilha Fiscal, Rio de Janeiro
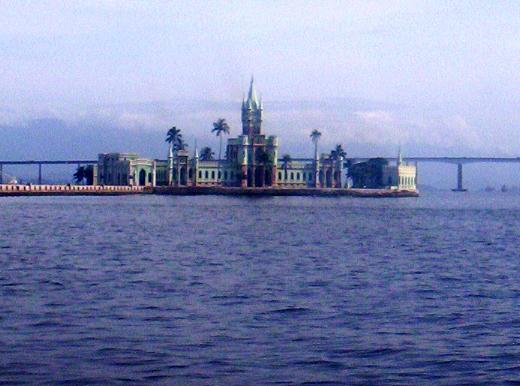
Ilha Fiscal, Rio de Janeiro: panorâmica.
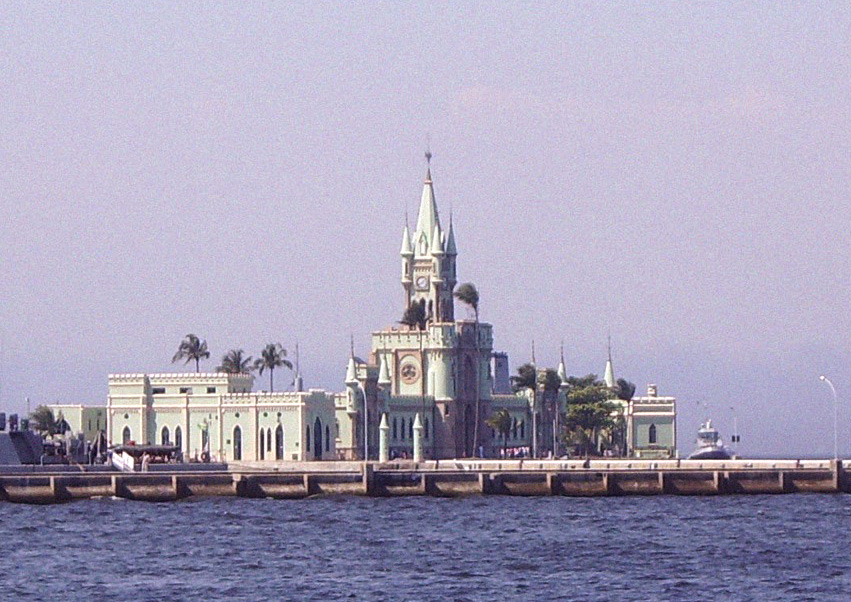
Ilha Fiscal, Rio de Janeiro: panorâmica da ilha e do palacete neo-gótico.
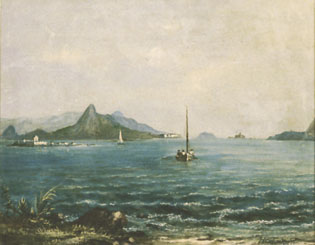
Entrada da baía do Rio de Janeiro com a Ilha Fiscal (aquarela, Friedrich Hagedorn, séc. XIX.)
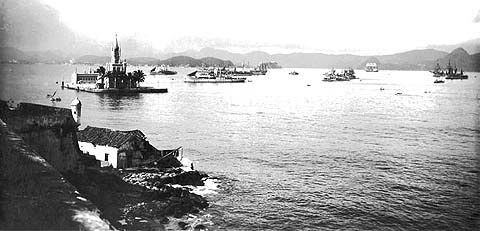
Ilha Fiscal, Rio de Janeiro (fotografia, Marc Ferrez, 1885).
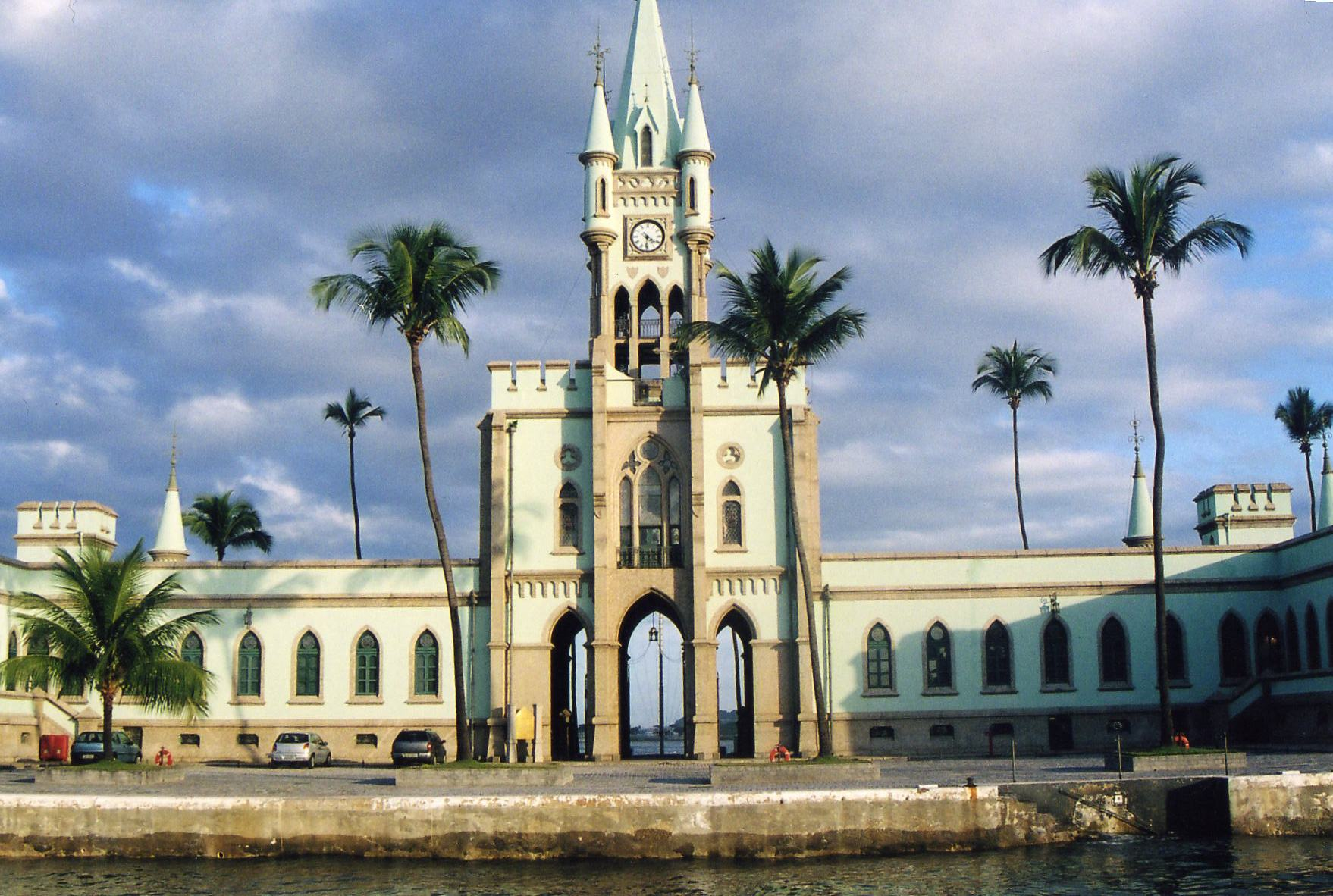
Ilha Fiscal, Rio de Janeiro: fachada do palacete.
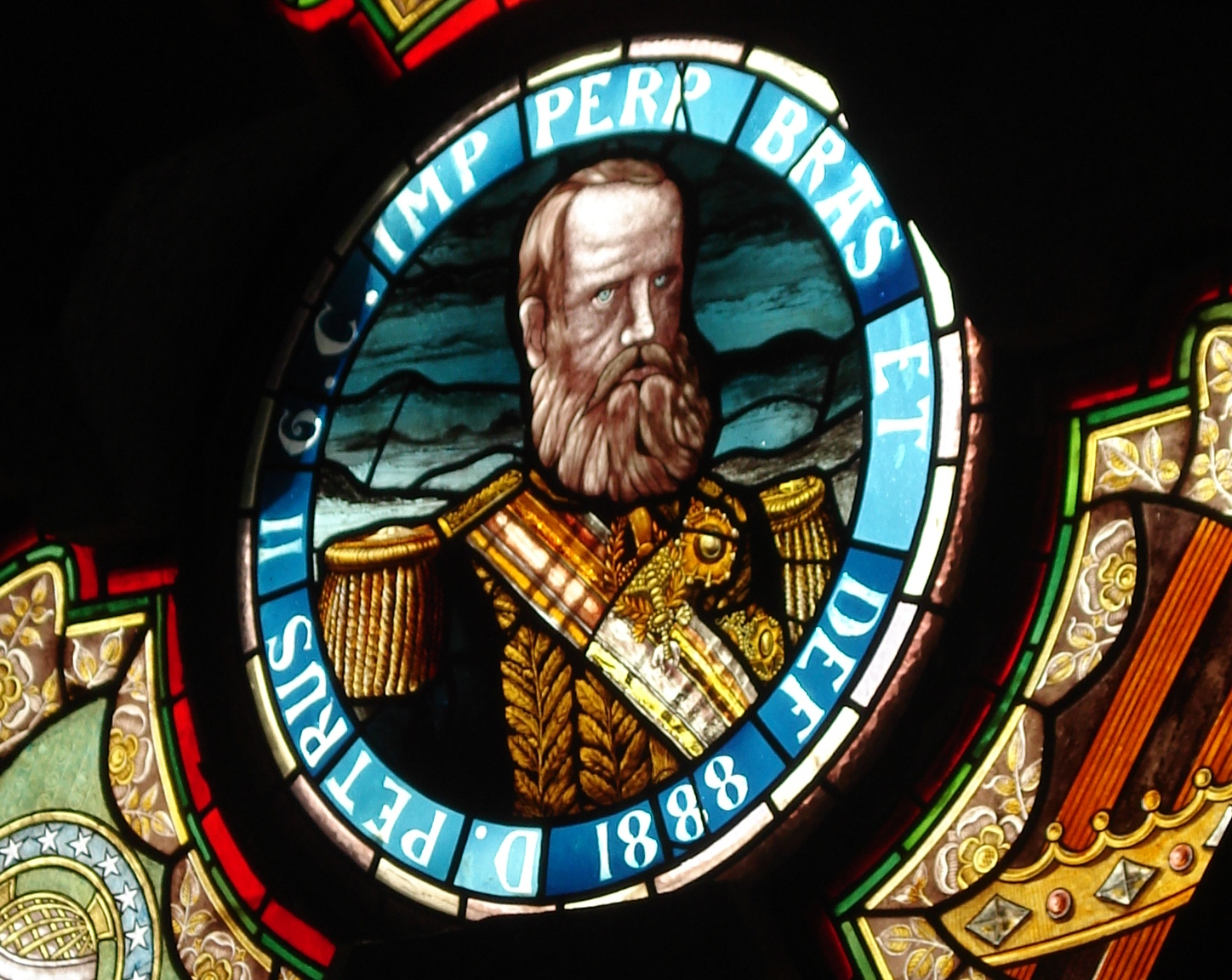
Ilha Fiscal: vitral representando Pedro II do Brasil.